# Camp de concentració de Castuera
El camp de concentració de Castuera va ser un camp de concentració franquista situat en les proximitats de la localitat de Castuera (província de Badajoz) que va tindre activitat després de la Guerra Civil Espanyola, amb la finalitat d'internar a una gran quantitat de presos de guerra republicans de l'anomenat «Front Extremeny», del qual és considerat el camp de concentració més important.
Situat a uns 3 km del nucli urbà, en un entorn conegut com a finca La Verilleja, el camp va operar per espai d'un any, entre març/abril de 1939 i març de 1940. Segons Paul Preston, va ser dirigit per Ernesto Navarrete Alcal i en ell existeixen «gegantesques» fosses comunes, producte dels assassinats en massa que van tenir lloc, entre les víctimes dels quals es va trobar l'alcalde republicà de Zafra José González Barrero, enviat a Castuera i executat a l'abril de 1939.
Els presoners van patir també amuntegament, inanició i treballs forçats. S'ha esmentat la possibilitat de saques de presos entre el camp i les localitats de Villanueva de la Serena i Magacela. El 31 de juliol de 2008 va ser incoat expedient de declaració de Bé d'Interès Cultural per a aquest camp de concentració, en la categoria de lloc històric. Segons Julián Chaves, director del projecte per a la recuperació de la memòria històrica d'Extremadura, en el camp va haver-hi entre 8000 i 9000 presoners,12 encara que altres fonts estimen un total de 15.000-20.000.